# اوستول
اوستول (به انگلیسی: Osthol) با فرمول شیمیایی C۱۵H۱۶O۳ یک داروی بلوک‌کننده کانال کلسیم با شناسه پاب‌کم ۱۰۲۲۸ است. که جرم مولی آن ۲۴۴٫۲۸۵۷۴ g/mol می‌باشد. 